# Vizier Op Links
Vizier Op Links is een Nederlands radicaal-rechts platform dat zich bezighoudt met het onthullen van vermeende politiek linkse agenda's in onder meer het onderwijs en de vakbond en bij politieke tegenstanders zoals antifascisten en de BLM-beweging. Het werd in 2020 opgericht.

## Werkwijze
De anonieme auteur(s) bedienen zich van verschillende methodes om de naar eigen zeggen "linkse hegemonie in Nederland" te doorbreken. Het platform plaatst regelmatig gegevens en audiovisueel materiaal online van politici, schrijvers en wetenschappers die als links worden bestempeld.